# Jonathan Shepard
Jonathan Shepard (ur. 1948) – brytyjski historyk, bizantynolog. 

## Życiorys
Doktorat uzyskał w 1973 roku w Oksfordzie, następnie był wykładowcą na Uniwersytecie w Cambridge. Specjalizuje się w relacjach bizantyńsko-ruskich oraz dziejach średniowiecznej Rusi Kijowskiej. Zajmuje się też Chazarami. 

## Wybrane publikacje
- (redakcja) Byzantine Diplomacy. Papers of the Twenty-fourth Spring Symposium of Byzantine Studies, Cambridge 1992.
- (współautor Simon Franklin) The Emergence of Rus 750–1200, Cambridge 1996.
- (redakcja) Cambridge history of the Byzantine Empire c. 500-1492, Cambrigde 2008.
- Emergent elites and Byzantium in the Balkans and East-Central Europe, Farnham - Burlington: Ashgate 2011.

## Publikacje w języku polskim
- Bizancjum ok. 500-1024, t. 1, red. Jonathan Shepard, przeł. Katarzyna Pachniak, Jan Stanisław Partyka, Robert Piotrowski, Warszawa: Wydawnictwo Akademickie Dialog 2012.
- Bizancjum 1024-1492, t. 2, red. Jonathan Shepard, przeł. Jolanta Kozłowska, Robert Piotrowski, Warszawa: Wydawnictwo Akademickie Dialog 2015.